# Cappelle-Brouck
Cappelle-Brouck é uma comuna francesa na região administrativa de Altos da França, no departamento do Norte. Estende-se por uma área de 17.55 km². Em 2010 a comuna tinha 1 178 habitantes (densidade: 67,1 hab./km²).